# Hurst Peak
Hurst Peak ist ein markanter 1790 m hoher Felsgipfel am südlichen Ende der Webers Peaks in der westantarktischen Heritage Range.
Er wurde von der Geologischen Expedition der University of Minnesota (1963/64) nach dem Flugzeugmaschinisten der United States Navy James E. Hurst († 2006) benannt. Hurst diente in der Marine-Fliegerstaffel VX-6 während der Operationen Deep Freeze '63 bis '65 und war Crewmitglied der Douglas LC-47, die während Deep Freeze '64 den ersten Flug zum Ellsworthgebirge absolvierte.